# Лапчичи
Лапчичи (на сръбски: Лапчићи) е село в Черна гора, разположено в община Будва. Намира се на 722 метра надморска височина. Населението му според преброяването през 2011 г. е 62 души, от тях: 30 (48,38 %) сърби, 21 (33,87 %) черногорци, 9 (14,51 %) неизвестни.

## Население
Численост на населението според преброяванията през годините:
- 1948 – 112 души
- 1953 – 107 души
- 1961 – 103 души
- 1971 – 77 души
- 1981 – 51 души
- 1991 – 38 души
- 2003 – 35 души
- 2011 – 62 души